# Taquara
Taquara est une ville brésilienne de la mésorégion métropolitaine de Porto Alegre, capitale de l'État du Rio Grande do Sul, faisant partie de la microrégion de Gramado-Canela et située à 73 km au nord-est de Porto Alegre. Elle se situe à 57 m d'altitude. Sa population était estimée à 53 428 en 2007, pour une superficie de 457 km2. L'accès s'y fait par les RS-020, RS-115 et RS-239.
Le nom de la cité dérive de taquara, un type de bambou sauvage, qui à l'époque couvrait les rives du Rio dos Sinos, un des cours d'eau qui arrosent la cité.

## Histoire
Taquara est une municipalité de colonisation principalement allemande. Son élévation à municipalité (« emancipação ») eut lieu le 17 avril 1886 sous le nom de Taquaral do Mundo Novo.
Le territoire de Taquara fait partie de la concession (sesmaria)  concédée en 1814 à Antônio Borges de Almeida Leães, qui la vendit le 20 juin 1845 à  Tristão José Monteiro et Jorge Eggers. L'année suivante, le 4 septembre 1846, le territoire devint la propriété exclusive de  Tristão Monteiro. C'est alors que commença la colonisation.
Le 7 septembre 1846, arrivèrent les premiers immigrants allemands : les  familles Ritter, Lahm, Fischer, Schirmer, Krummenauer, Klein et une famille italienne du nom de Raimundo qui commencèrent la colonisation de la Fazenda (grande ferme) do Mundo Novo.
Le 24 septembre 1880, le premier district judiciaire de première instance (« Comarca ») de Taquara fut installée  le  24 septembre 1880.  La municipalité apparut avec la loi provinciale nº 1568 du 17 avril 1886. Plus tard, par le décret d'état nº1404 du 10 décembre 1908, le bourg reçu le titre de Cité. 
L'histoire de Taquara est aussi racontée par l'architecture de ses bâtiments anciens comme le siège du Club Commercial qui est un exemple de la beauté architectonique de bien des bâtiments situés dans le centre de la cité. Citons aussi le Palais Municipal  Colonel Diniz Martins Rangel de construction néoclassique qui date du début du siècle passé, et les temples des Églises Catholique et Protestante qui sont situés l'un en face de l'autre dans la rue principale de la cité.

## Économie
- Revenu per capita (2000) : R$ 345,44  (Change 2000 : R$1,00 = 4,00 FF)
 Source : Atlas du Développement Humain/PNUD
- PIB per capita (2003) : R$ 5099,00 (Change 2003 : 1,00€ = 2,30R$ )

## Maires
| Période | Période | Identité                | Étiquette | Qualité              |
| ------- | ------- | ----------------------- | --------- | -------------------- |
| 2000    | 2004    | Delcio Hugentobler      | PDT       | élu avec 10 561 voix |
| 2004    | 2008    | Cláudio Kaiser          | PMDB      | élu avec 17 052 voix |
| 2008    | 2012    | Delcio Hugentobler      | PDT       | élu avec 16 245 voix |
| 2012    | 2016    | Tito Lívio Jaeger Filho | PTB       |                      |

## Démographie
- Espérance de vie : 73,04ans (2000)
- Coefficient de mortalité infantile (2005) : xx pour 1000
- Taux d’analphabétisme (2000) : 0,932
- Croissance démographique (2004) : 5,70 % par an
- Indice de Développement Humain (IDH) :  0,819
Source : Atlas du Développement Humain PNUD - 2005
- 50,67 % de femmes
- 49,33 % d'hommes
- 81,64 % de la population est urbaine
- 18,36 % de la population est rurale

## Personnalités
- Sonia Ebling (1918-2006), artiste brésilienne née à Taquara.
- Alan Ruschel (1989-), footballeur.

## Villes Voisines
- Três Coroas
- São Francisco de Paula
- Rolante
- Santo Antônio da Patrulha
- Glorinha
- Gravataí
- Novo Hamburgo
- Sapiranga
- Araricá
- Parobé
- Igrejinha